# لیک مک-فارست هیلز (فلوریدا)
لیک مک-فارست هیلز (به انگلیسی: Lake Mack-Forest Hills) یک منطقهٔ مسکونی در ایالات متحده آمریکا است که در شهرستان لیک، فلوریدا واقع شده‌است. لیک مک-فارست هیلز ۱۳٫۱ کیلومتر مربع مساحت و ۹۸۹ نفر جمعیت دارد.